# دين كانون
دين كانون (بالإنجليزية: Dean Cannon)‏ هو سياسي أمريكي، ولد في 2 أغسطس 1968. حزبياً، نشط في الحزب الجمهوري. وقد انتخب عضو مجلس نواب فلوريدا.